# Čadski jezici
Čadski jezici, porodica afrazijskih jezika koja obuhvaća (195) jezika kojima govore brojna plemena i narodi u Čadu, Nigeriji i Kamerunu.  Grana se na 4 glavne skupine, biu-mandara, zapadna, istočna i masa.
A) biu-Mandara jezici (78), Nigerija, Kamerun: afade, bacama, baldemu, bana, bata, boga, buduma, bura-pabir, buwal, cibak, cineni, cuvok, daba, dghwede, dugwor, fali, ga'anda, gavar, gidar, glavda, gude, gudu, guduf-gava, gvoko, hdi, holma, huba, hwana, hya, jara, jilbe, jimi, jina, južni giziga, kamwe, kofa, lagwan, lamang, iako, mafa, majera, malgbe, marghi centralni, marghi južni, maslam, matal, mazagway, mbara, mbedam, mbuko, mefele, merey, mina, mofu-gudur, moloko, mpade, mser, musgu, muskum, muyang, nggwahyi, ngwaba, nzanyi, putai, sharwa, sjeverni giziga, sjeverni mofu, parkwa, psikye, sukur, tera, tsuvan, vame, vemgo-mabas, wandala, wuzlam , zizilivakan, zulgo-gemzek
B) istočnočadski jezici (36), Čad: barein, bidiyo, birgit, boor, buso, dangaléat, gabri, gadang, jonkor bourmataguil, kabalai, kajakse, kera, kimré, kwang, lele, mabire, masmaje, mawa, migaama, miltu, mire, mogum, mubi, mukulu, nancere, ndam, saba, sarua, sokoro, somrai, tamki, tobanga, toram, tumak, ubi, zirenkel.
C) Masa jezici (8), Čad, Kamerun: herdé, marba, masana, mesme, musey, ngete, pévé, zumaya.
D) zapadnočadski jezici (73), Nigerija: ajawa, auyokawa, bade, beele, boghom, bole, bure, cakfem-mushere, ciwogai, dass, daza, deno, dera, diri, duhwa, duwai, fyer, galambu, geji, gera , geruma, giiwo, goemai, guruntum-mbaaru, gwandara, hausa, jimi, jorto, ju , karekare, kariya, kholok, kir-balar, koenoem, kofyar, kubi, kulere, kushi, kutto, kwaami, luri, maaka, mangas, mburku, miship, miya, montol, mundat, mwaghavul, ngamo, ngas, ngizim, nyam, Pa’a, pero , piya-kwonci, polci, pyapun, ron, saya, sha, siri, tal , tala, tambas, tangale, teshenawa, warji, yiwom, zangwal, zari, zeem, zumbun. 

## Vanjske poveznice
- Afro-Asiatic, Chadic (14th)
- Afro-Asiatic, Chadic (15th)